# Джо Елліотт
Джо Елліотт (англ. Joseph Thomas Elliott. Jr);нар. 1 серпня 1959) — вокаліст гурту Def Leppard.